# チャメドレア属
チャメドレア属（チャメドレアぞく、学名：Chamaedorea）は、ヤシ科の属の1つ。チャマエドレア、カマエドレア等ということもある。分布はメキシコ、グアテマラが中心で100種以上ある。観葉植物として栽培されるものがある。

## 主な種
C. elegans チャメドレア・エレガンス
グアテマラ原産。日本ではテーブルヤシという別名で販売されている。
C. microspadix 高性チャメドレア
メキシコ東部原産
C. tenella ヒメテーブルヤシ
メキシコ原産で、日本には昭和40年に渡来した。葉は直立し、先端が二つに裂けたような矢羽根状。青緑色で光沢がある。花序は葉の付け根から上向きに生じ、黄赤色の花を咲かせる。果実は球状で黒色。
C. seifrizii チャメドレア・セイフルジー
セフリジ、ザイフリッツィーとも書かれる。モーリシャス原産。又はメキシコ原産。細い茎が叢生して株立ちする。葉が取れた後には竹の節のような跡が残る。0度まで耐える耐寒性があり、害虫にも強い。NASA空気清浄研究では、ベンゼン、トリクロロエチレン、ホルムアルデヒドの除去実験でトップクラスの成績をあげている。